# SSN-21 Seawolf
SSN-21 Seawolf est un jeu vidéo de simulation de sous-marin développé et publié par Electronic Arts sur IBM PC en 1994. Le jeu se déroule dans un futur proche lors d'une Troisième Guerre mondiale hypothétique opposant l'ex-URSS aux États-Unis. Le joueur commande un sous-marin nucléaire de classe Seawolf de l'armée américaine. Il a sous ses ordres directs quatre officiers qui gèrent respectivement la salle de contrôle, l'armement, le sonar et la radio du sous-marin.Le jeu propose trois modes de jeux. Le premier constitue une campagne composée de 33 missions qui s'enchainent dans l'ordre chronologique. Le second permet de jouer chacune de ces missions de manière indépendante. Le dernier est un mode multijoueur qui permet à deux joueurs de s'affronter par modem ou en réseau local,.

## Accueil
| SSN-21 Seawolf |      |       |
| Média          | Nat. | Notes |
| Gen4           | FR   | 86 %  |
| Joystick       | FR   | 85 %  |